# Aladdin Sane (personnage)
Aladdin Sane est un personnage fictif créé et interprété par David Bowie, éponyme de l'album Aladdin Sane et de sa chanson titre Aladdin Sane (1913–1938–197?). L'éclair rouge et bleu qui zèbre le visage de cette version plus sombre de Ziggy Stardust restera la marque de reconnaissance de la star.

## Création
Dans la galerie d'avatars de Bowie, Aladdin prend progressivement la relève de Ziggy Stardust, dont le chanteur annonce la retraite lors d'un concert à l'Hammersmith Odeon de Londres en juillet 1973. En avril vient de sortir l'album Aladdin Sane, avec le nouveau visage de Bowie sur la couverture. C'est toujours un personnage glam, mais plus sombre que Ziggy. Pour le journaliste Chris Robert, si Ziggy était cool et présomptueux, Aladdin est nerveux et paranoïaque, plus puissant, plus grand, plus rapide. Costume brillant, crinière toujours rousse, mais plus apprêtée. L'éclair rouge et bleu qui zèbre son visage deviendra la plus célèbre marque d'identification de Bowie. L'emblème symboliserait l'état d'esprit d'alors de Bowie, tiraillé de toutes parts dans cette phase trépidante de sa vie. Certains ont pointé sa ressemblance avec l'emblème de la British Union of Fascists d'Oswald Mosley ou avec un dessin d'Elvis Presley accompagnant son motto « Taking care of business », mais plus prosaïquement Bowie a déclaré s'être inspiré d'un panonceau « Haute tension ». 
Le nom est un jeu de mots (A lad insane, un garçon fou). Le titre original de la chanson est Love Aladdin Vein (« J'aime la veine d'Aladdin », qui peut s'entendre 'Love a lad in vain, « j'aime un garçon en vain »), mais Bowie y renonce car l'allusion à la drogue (injectée à la seringue) est trop limpide.
La biographie du personnage est très mince : de rares fragments le montrent dans une société décadente, au bord de l'effondrement ; dans la chanson qui porte son nom on le voit qui s'enfuit, agitant un bouquet de roses fanées, en partance pour la guerre alors que le narrateur se demande qui pourra l'aimer.
David Bowie explique plus tard qu'il ne voulait pas s'enfermer dans le personnage de Ziggy. Il essayait de « passer à autre chose, en créant un dérivé de Ziggy moins flamboyant. Dans [son] esprit, c'était « Ziggy à Washington » : Ziggy mâtiné d'influence américaine » (« I was trying to move into the next area — but using a rather pale imitation of Ziggy as a secondary device. In my mind, it was Ziggy Goes to Washington: Ziggy under the influence of America ». Aladdin symbolise aussi une prise de recul, un retour aux choses terrestres après un album précédent sous le signe de l'espace.